# Jakob Pesciolini
Jakob Pesciolini è il primo romanzo dello scrittore italiano Enzo Fileno Carabba. Ha vinto il Premio Italo Calvino 1990 e nel 1992 è stato pubblicato da Einaudi.

## Il Premio
L'intenzione originaria dell'autore era partecipare solamente alla sezione dedicata ai libretti d'opera, poi all'ultimo decide di aggiungere, nella spedizione, anche il romanzo che stava scrivendo. La giuria che il 4 marzo 1991 ha assegnato il premio, indetto dalla rivista L'indice dei libri del mese, era composta dallo scrittore Vincenzo Consolo, dal poeta Fernando Bandini e dalla scrittrice Marina Jarre.

## La prima versione
Rispetto al romanzo edito da Einaudi, il testo vincitore del prestigioso premio torinese presentava alcune differenze. Questa prima versione era significativamente più lunga (circa il doppio), inoltre le digressioni avevano un ruolo ancora più rilevante. Prendendo spunto da alcuni classici come Moby Dick e Gargantua e Pantagruel, Carabba aveva dotato il testo di lunghe note in versi, con valenza digressiva o di approfondimento, che potevano essere lette seguendo ritmi e tempi diversi rispetto alla narrazione principale. 
Le modifiche al testo sono state approntate dall'autore in parte in modo autonomo, prima di conoscere l'esito del Premio Calvino e di essere contattato da Einaudi, in parte seguendo le indicazioni della stessa casa editrice torinese, che giudicava la versione del testo consegnata al premio interessante ma troppo multiforme.

## Jacob Pesciolini: un refuso
Il romanzo è pubblicato da Einaudi con il titolo Jacob Pesciolini. Il nome del protagonista non corrisponde a quello del testo (Jacob invece di Jakob) a causa di un errore tipografico.

## Trama
L'intreccio del romanzo non è lineare: considerando la fabula, il prologo che apre la narrazione è da collocare nella conclusione dell'intera vicenda.

### Capitolo 1 - Prologo
Jakob, un ricchissimo imprenditore («il re delle granite»), ha già tentato il suicidio in vari modi. Ora ha intenzione di lasciarsi precipitare da un elicottero che, al largo di un oceano, sorvola una zona popolata da pescecani e altri «mostricciattoli robusti», attirati dal sangue di un maiale che Jakob ha poco prima ferito e spinto fuori. Jakob non trova però il coraggio di buttarsi. 
Tramite un'agenzia specializzata in omicidi su commissione, assolda un sicario che lo uccida. In Jakob però presto si insinua la paura e quando lo va a trovare suo fratello Tommaseo, un ex baleniere, immagina che sia il killer venuto per ucciderlo e lo caccia via. Dopo una notte di tormenti, decide di telefonare nuovamente all'agenzia per incaricare un secondo killer di uccidere il primo («Forse primo e secondo erano la stessa persona, per cui fu costretto a uccidersi»).

### Capitolo 2

#### Parte prima

##### Esodo
Jakob, «un bambino anagrafico», vive con i suoi numerosi fratelli maggiori, senza genitori («Non che i suoi genitori fossero morti, si ripeteva, non c'erano mai stati genitori. Era in una situazione di fratellanza assoluta»). La loro casa è su un'isola in mezzo a un lago. Per andare a caccia, i fratelli lasciano Jakob spesso solo. In una vasca di vetro si trova il suo «interlocutore prediletto»: è un pesciolino giallo di nome Otello.
Ed è forse proprio la solitudine, unita al desiderio di andare alla scoperta del mondo, a spingere Jakob a lasciare la propria casa. Tenta di raggiungere a nuoto la riva del lago, ma viene travolto da un traghetto. A salvarlo da una morte certa sono dei pescatori, che lo tirano a bordo persuasi di essersi imbattuti in un grosso luccio.

##### Si casca male
Ritroviamo Jakob nell'ospedale di un grande città (forse Il Cairo), al risveglio dal coma. Erika Vonvolveth, una ricca ereditiera e filantropa, lo nota e si interessa alla sua sorte. Decide di portarlo via, in un'altra città forse tedesca, e di darlo in adozione a una coppia di suoi vecchi amici, i coniugi Krop. Nella loro casa i Krop fanno feste e cene, ricevono amici e naturalmente mostrano a tutti orgogliosi il fenomeno Jakob. Regina di questi ricchi intellettuali è la Vonvolveth.
Nella scuola che suo malgrado è costretto a frequentare, Jakob si innamora della sua compagna di banco Adel. Con lei Jakob ha la sua prima esperienza sessuale («Adel era bellissima. Glielo sgusciò limpidamente e se lo introdusse. Così Jakob conobbe l'amore»).

#### Parte seconda

##### La foresta mangiatrice
I due innamorati diventano subito compagni di fughe e di avventure. In una fiabesca «foresta mangiatrice», vanno alla ricerca di animali notturni. A un esterrefatto Jakob sembra che Adel subisca una mutazione nel voto e nei colori, fino ad apparire come un'aliena, oppure un grasso pesce giallo mentre nuota nelle acque di un lago che a Jakob ricorda quello della sua infanzia. Anche il paesaggio subisce una miracolosa metamorfosi, mentre un popolo di gnomi appare e scompare. Sul sentiero del ritorno, assistono allo spettacolo di innumerevoli «farfalle notticole» e onnivore, che dominate da una furia cieca divorano non solo ogni essere vivente che incontrano, ma anche la macchina di Adel e Jakob, che sono quindi costretti a proseguire a piedi.

##### Un po' di soddisfazione
A Jakob, cresciuto ma sempre giovanissimo, la Vonvolveth rivela di avere una grossa somma di denaro - che vuole dare in beneficenza - nascosta in uno dei libri della sua enorme biblioteca. 
Jakob, assalito dalla nostalgia dei fratelli e del suo pesciolino Otello, progetta di ritornare nella sua casa in mezzo al lago. Una donna radiosa gli appare in sogno e gli suggerisce di procurarsi i soldi necessari al viaggio derubando la Vonvolveth.
In uno scenario apocalittico, tra grattacieli e statue colossali - soffia incessante un vento che trasporta i resti della battaglia tra il popolo degli gnomi e le farfalle carnivore, avvenuta nella foresta mangiatrice - Jakob riesce nell'epica impresa di penetrare nell'infinita biblioteca. Inizia la ricerca del libro con dentro il denaro, ricerca estenuante che lo porta quasi alla pazzia. Non riesce a trovarlo ma rimane incantato da un altro libro, la cui lettura lo divora. Legge di paesi di limoni e di ghiacciai finché, sorpreso nella biblioteca dalla Vonvolveth, la uccide sgozzandola «senza ritegno».

### Capitolo 3 - L'imprigionamento
In questo capitolo, narrato con lo stile del romanzo epistolare, apprendiamo che Jakob è rinchiuso in una prigione che è parte dello stesso mostruoso edificio della biblioteca. Ha una fitta corrispondenza con Adel. Durante i lunghi anni della detenzione Jakob studia e si laurea. Nell'ultima lettera descrive a Adel la sua audace fuga dalla prigione.

### Capitolo 4 - La Baia delle Balene Rosse

#### Parte prima - Preparativi
Di nuovo in libertà, il professor Pesciolini è folgorato da un'idea. Ha in mente l'affare del secolo: irrorare l'Antartide con succo di limone per trasformare i ghiacciai in una immensa granita. Insieme con Adel, divenuta sua moglie, studia nei minimi particolari il grandioso progetto imprenditoriale e ottiene il permesso di sfruttare una vasta zona del continente, vicina alla Baia delle Balene Rosse.
Un anno dopo, Jakob e Adel sono in viaggio - insieme con il pilota di elicotteri Udo - verso il luogo prescelto. Dopo quasi un mese di navigazione, arrivano nei pressi della Baia. Durante l'esplorazione di un iceberg - forse un'isola - Jakob è travolto da un'onda e cade nell'acqua, dove presto si congela. Sarà Udo con il suo elicottero a salvarlo. A bordo della nave, Adel e Udo devono ricorrere a un falò e anche a una sega elettrica per liberare il professore dall'involucro di ghiaccio.

#### Parte seconda - Il dunque
Giunti finalmente alla Baia, prendono alloggio in una base dove si trovano macchinari e pochi uomini, tra cui il giapponese Hideiko che sarà la loro guida. A bordo di slitte super accessoriate «simili ad ordigni militari», Jakob, Adel e Hideiko raggiungono la meta, seguiti da Udo che con il suo elicottero irrora i ghiacciai col succo di limone. In venti giorni rendono la zona praticabile ai futuri clienti. Durante una perlustrazione Udo si imbatte in una turbolenza che fa precipitare l'elicottero in un lago. I compagni lo ritrovano mezzo assiderato, che vaga in preda al delirio. Guarito, dice di aver visto una enorme «zuppa vivente» talmente affollata di animali e mostri marini che questi morivano asfissiati. Udo scompare di nuovo e al suo ritorno racconta di essersi imbattuto in un popolo di nani che l'hanno condotto nei cunicoli sotterranei dove vivono. Descrive l'operazione di «chirurgia telepatica» alla quale è stato sottoposto. Di nuovo in superficie, incontra Tommaseo, un misterioso baleniere - uno dei fratelli di Jakob - grazie al quale può superare percorsi difficili e tornare dai compagni. Da quel momento il suo corpo subisce strane decomposizioni, perde i denti e i capelli, gli cade la pelle del viso. Per salvarlo dalla morte ormai imminente, il professor Pesciolini decide di operarlo. Squarciato e ricucito, simile al mostro di Frankenstein, Udo in qualche modo sopravvive. Sull'Antartide soffia un vento africano, fa sempre più caldo. La compagnia prosegue il viaggio sempre irrorando succo di limone. Per salvarsi dai vapori tossici di decine di geyser che ostacolano il loro cammino, decidono di prendere una discesa che porta sotto il ghiaccio. La percorrono fino a trovarsi sotto l'oceano, separati da quest'ultimo solo da una lastra di ghiaccio. Si rimettono in marcia, e Hideiko si rammarica perché «avrebbero potuto pescare dal di sotto». Attraversano una valle piena d'alberi carichi di frutti. Non riuscendo a trovare un passaggio praticabile per risalire, decidono di crearne uno usando la dinamite. Sconquassando il territorio del popolo dei nani, che decidono di migrare altrove, arrivano finalmente in superficie. Jakob e Adel, sorpresi dalla decisione di Hideiko e Udo di ritornare nella valle sotterranea, proseguono da soli. Perduti e affamati, decidono di ritrovare il luogo dell'incidente di Udo, dove lui aveva perso molto sangue. È proprio questo ad attirarli: giunti sul laghetto, estraggono il sangue in forma di zollette ghiacciate e se ne cibano per recuperare le energie. Camminano per giorni mentre le forze della natura distruggono e ricreano il paesaggio. Giunti alla Baia, non trovano più la base, distrutta anch'essa. Un'onda li travolge, si aggrappano ai resti di una baracca. Questa zattera di fortuna non può sorreggere entrambi e Adel, in un ultimo gesto d'amore, si getta nel mare in tempesta.

### Capitolo 5 - La fine
Jakob è ormai ultracentenario e orbita intorno alla terra in una capsula spaziale con la sola compagnia un pesciolino di nome A.d. (che sta per Anno Domini) che per certi tratti ricorda Adel. Jakob si rivolge a lui per rivisitare la propria esistenza. Si scopre così che in realtà ad uccidere Adel è stato Jakob, ingelosito dal sospetto che la moglie l'avesse tradito con Udo. A salvare Jakob dalla zattera che stava per affondare è stato suo fratello Tommaseo. Un senso di colpa, affiorato dopo anni di oblio dell'omicidio, lo ha accompagnato per il resto della sua lunga vita, ed è a causa di questo che da allora ha sempre cercato la morte. Jakob considera questo viaggio nello spazio la soluzione finale. 
A un certo punto la capsula si disancora dall'orbita per precipitare nel vuoto senza fine.

## Giudizi critici
(Vincenzo Consolo, Il Manifesto)
(Paolo di Stefano, Il Corriere della Sera)
(Giorgio Bertone, Il Secolo XIX)
(Fulvio Panzeri, L'Avvenire)
Proprio a questa miscela di allucinazione assurda, di giallo surreale e fantasioso, di ludica oltranza antirealistica, di riso beffardo e agghiacciante Enzo Carabba affida una significativa metafora della lucida disperazione del nostro tempo.»
(Angelo Marchese, Otto/Novecento)
(Silvia Capecchi, Il Ponte)

## Edizioni
- Enzo Fileno Carabba, Jakob Pesciolini, I ed., collana Nuovi Coralli, Einaudi, 1992,  pp. 200, cap. 5, ISBN 88-06-12779-9.